# Centre d'art contemporain d'Osaka
Pour les articles homonymes, voir Centre d'art contemporain (homonymie).
Le centre d'art contemporain d'Osaka (大阪府立現代美術センター, Ōsaka furitsu gendai bijutsu sentā) était un musée d'art situé à Osaka au Japon, administré par la préfecture d'Osaka. Il a fermé ses portes en 2012.
Le centre ouvre ses portes en 1974, sous le nom Ōsaka Fumin Gyararī (大阪府民ギャラリー). En 1980, son nom japonais est changé à l'occasion de son déménagement au sein de l'arrondissement Kita (Osaka) de Dōjima à Nakano-shima. En 2000, il déménage dans l'arrondissement Chūō.
Le Centre possédait une collection permanente et organisait des expositions.